# 龜川諒史
亀川諒史（1993年5月28日—），日本足球運動員，並參加2016年夏季奥林匹克运动会。

## 俱乐部生涯
2012年，亀川諒史在湘南比馬开始足球生涯，2015年转会至福岡黃蜂。2018年轉会至柏雷素爾。

## 日本國家足球隊
亀川諒史参加了2016年夏季奥林匹克运动会。